# Österreichische Literatur

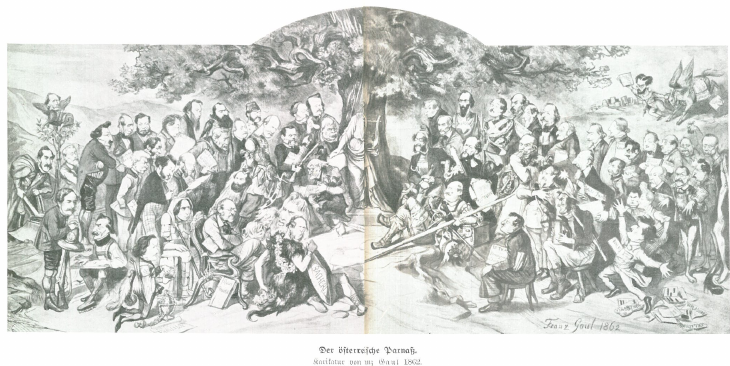
Franz Gaul: Der österreichische Parnass (1862)

Die österreichische Literatur ist ein Teil der deutschsprachigen Literatur. Sie bezeichnet einerseits den Literaturbetrieb in der Republik Österreich und dessen Vorgängerstaatsformen, andererseits die Werke österreichischer Autoren, sowie von Autoren mit ausgeprägtem Österreichbezug. Schriftsteller der österreichischen Monarchie vor November 1918 spielen in der österreichischen Literatur eine bedeutende Rolle, allerdings ist in Einzelfällen die Abgrenzung zu anderen Literaturen schwierig.

## Begriff
Vor der Gründung der Republik Deutschösterreich im Jahr 1918 wird der Begriff „österreichische Literatur“ im Wesentlichen auf Deutsch schreibende Autoren angewandt, die in der Habsburgermonarchie geboren wurden und/oder dort ihren Lebensmittelpunkt hatten. Da viele dieser Autoren jedoch außerhalb des heutigen österreichischen Staatsgebiets lebten und aus den deutschsprachigen Gebieten etwa in Böhmen, Ungarn, Galizien, der Bukowina oder Siebenbürgen stammten, kann die Bezeichnung „österreichisch“ mitunter Missverständnisse hervorrufen, die das Attribut „altösterreichisch“ vermeidet. In aller Regel gilt für den Begriff der österreichischen Literatur die Sozialisation und nicht die Abstammung als wichtigstes Definitionselement.
Für das Mittelalter ist in der Regel kaum genau zu bestimmen, woher ein bestimmter Dichter stammte, wenn er überhaupt namentlich bekannt ist. Auch in der Zeit danach ist der Nationsbegriff noch kaum entwickelt. Darüber hinaus war ohnehin das Lateinische die vorherrschende übernationale Literatursprache. Erst im 19. Jahrhundert, im Gefolge der Romantik und mit der beginnenden Erweckung osteuropäischer Sprach- und Literaturwissenschaft, begann eine Differenzierung zwischen Staatsgebilde und Volkssprache.
Im Vielvölkerstaat Österreich lebten all die verschiedenen Nationalitäten zusammen: Bosnier, Bulgaren, Deutsche, Italiener, Kroaten, Rumänen, Serben, Slowaken, Slowenen, Tschechen, Ungarn, Ukrainer sowie Szekler und Rätoromanen. Die vielen Nationalitätenkonflikte innerhalb des großen Staatsgebildes bewirkte kulturell eine spannungsgeladene Atmosphäre zwischen Gemeinsamkeit und Feindschaft. Wie auch in der Musik und Architektur findet auch in der Literatur dieser einzigartige Kulturraum seinen Niederschlag. Der Literaturwissenschafter Wendelin Schmidt-Dengler schrieb dazu:

„Die Literatur aus Österreich ist gewiß zum überwiegenden Teil in deutscher Sprache abgefaßt, aber sie gehorcht auf Grund der historischen und gesellschaftlichen Rahmenbedingungen ganz anderen Gesetzen, auch im Bereich der reinen Form und des Inhalts.“

Der österreichische Autor Hugo von Hofmannsthal hielt die Idee einer eigenständigen österreichischen Literatur zu seiner Zeit lediglich für eine Fiktion:

„Denn darauf scheinen mir letztlich alle Betrachtungen überpolitischer Art, welche sich mit dem Phänomen Österreich beschäftigen, hinauslaufen zu müssen: die Fiktion einer österreichischen Musik, einer österreichischen Literatur – alles das gibt es nicht, es gibt nur eine deutsche Musik und eine deutsche Literatur, und in dieser die von Österreichern hervorgebrachten Werke. Denn diese Begriffe haben nur mit der gesamten deutschen Nation zu tun, wie sie einst im Heiligen Römischen Reich repräsentiert war ...“

Der großdeutsche Diskurs aus Hofmannsthals Zeit wird heute in der Regel gemieden und österreichische Literatur als anerkannte Bezugsgröße betrachtet. Heute werden mitunter auch deutschsprachige Autoren aus Südtirol der österreichischen Literatur zugerechnet.

#### Hoch- und Spätmittelalter (1170–1500)

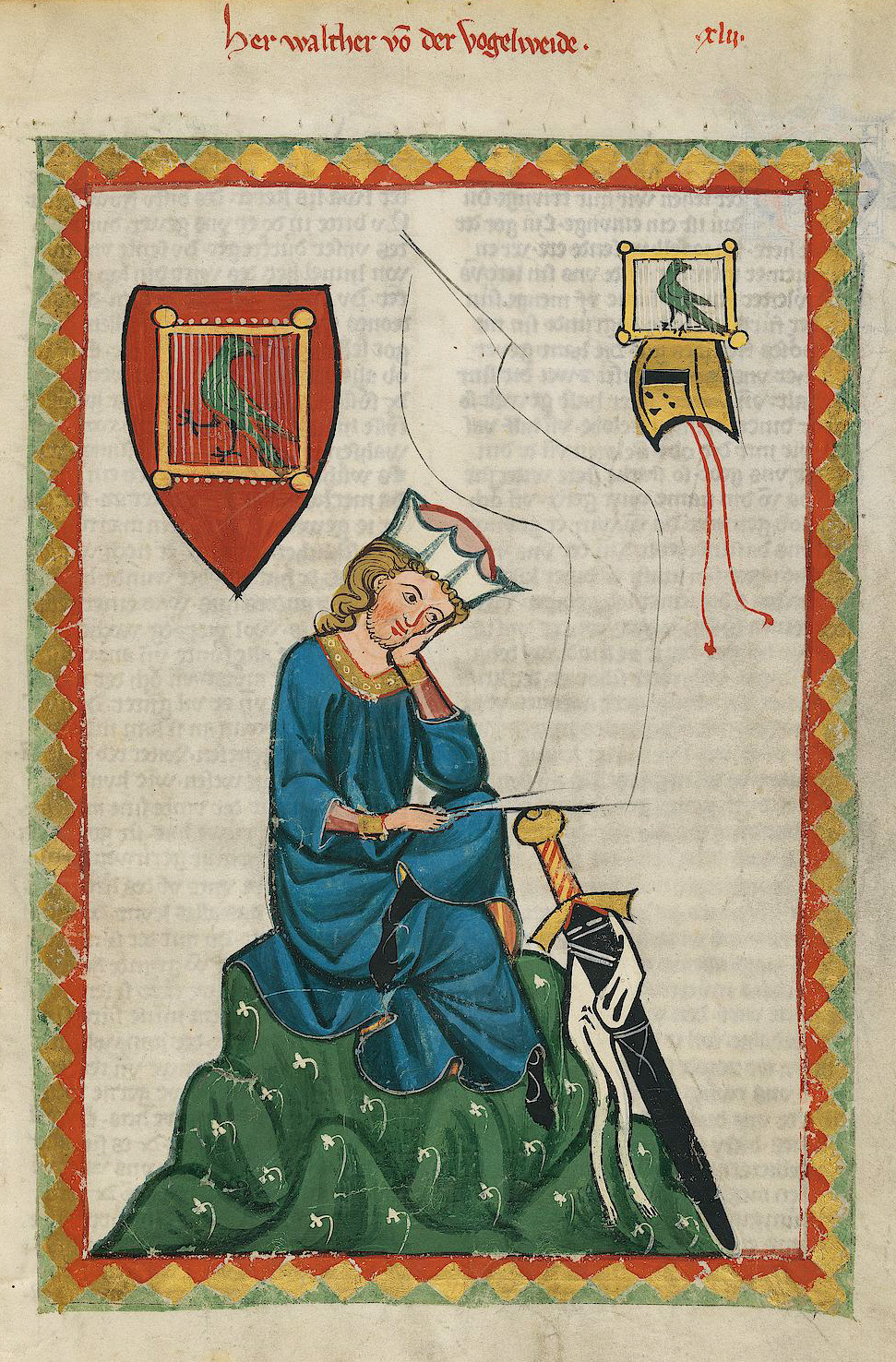
Walther von der Vogelweide (Abbildung aus dem Codex Manesse, um 1300)

#### Biedermeier und Vormärz (etwa 1815–1848)

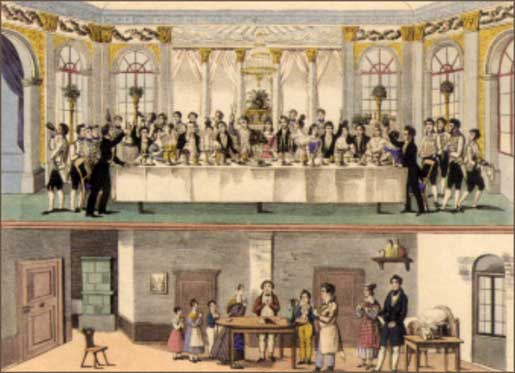
Szenenbild aus Nestroys Zu ebener Erde und erster Stock, mittels parodistischer Possen wird die Zensur umgangen

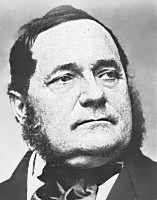
Adalbert Stifter

#### Die Revolution von 1848/49

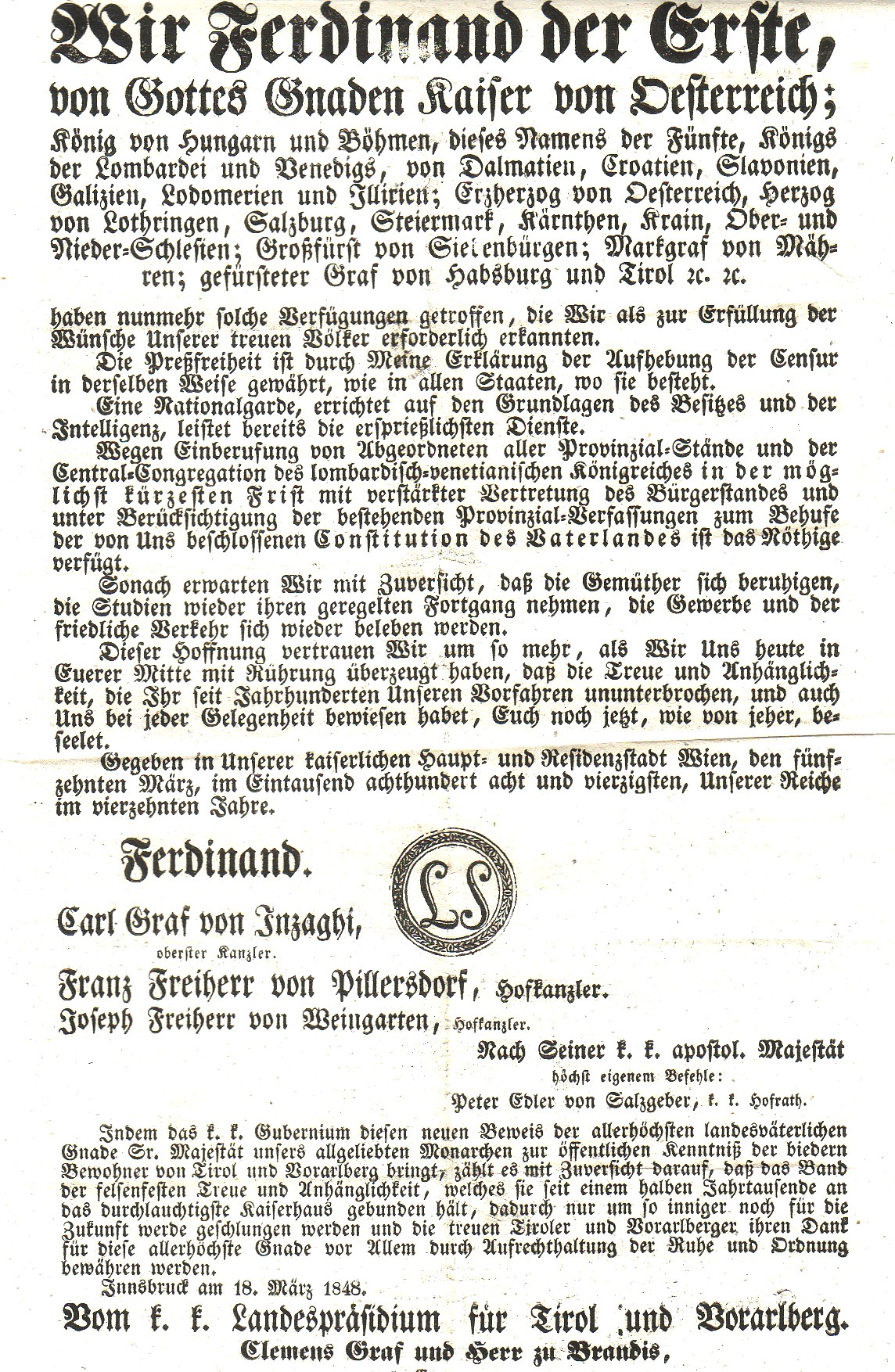
Aufhebung der Pressezensur durch Ferdinand I. am 15. März 1848

#### Realismus (1848–1890)

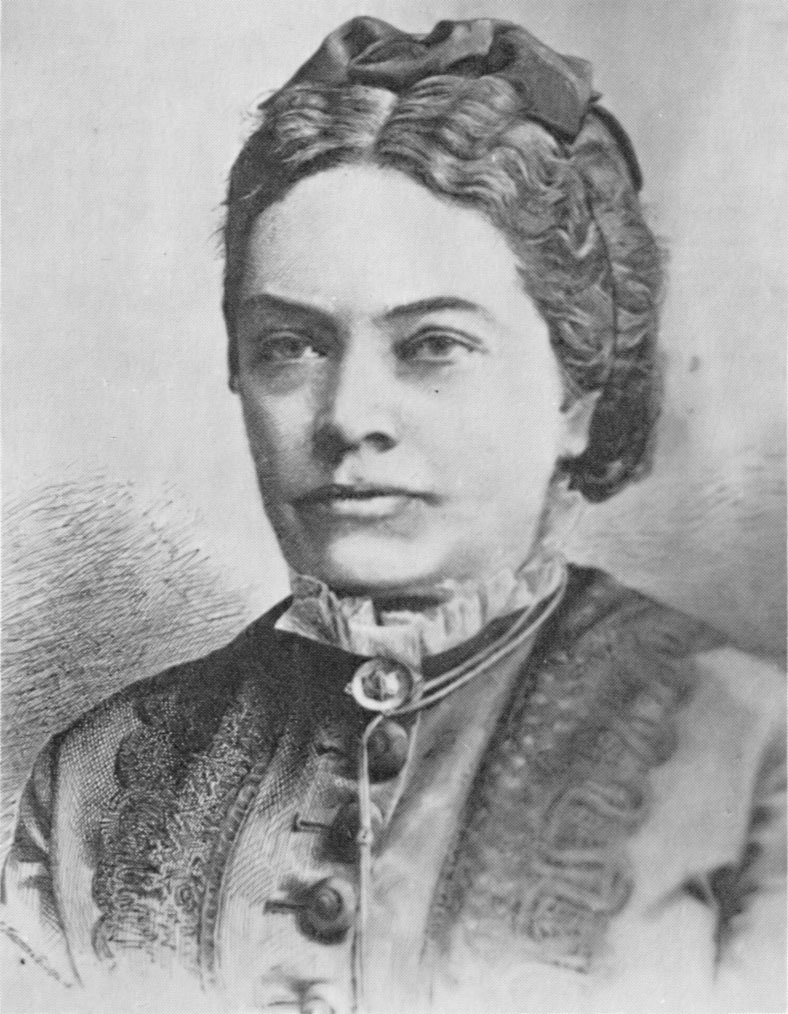
Marie von Ebner-Eschenbach

#### Wiener Moderne

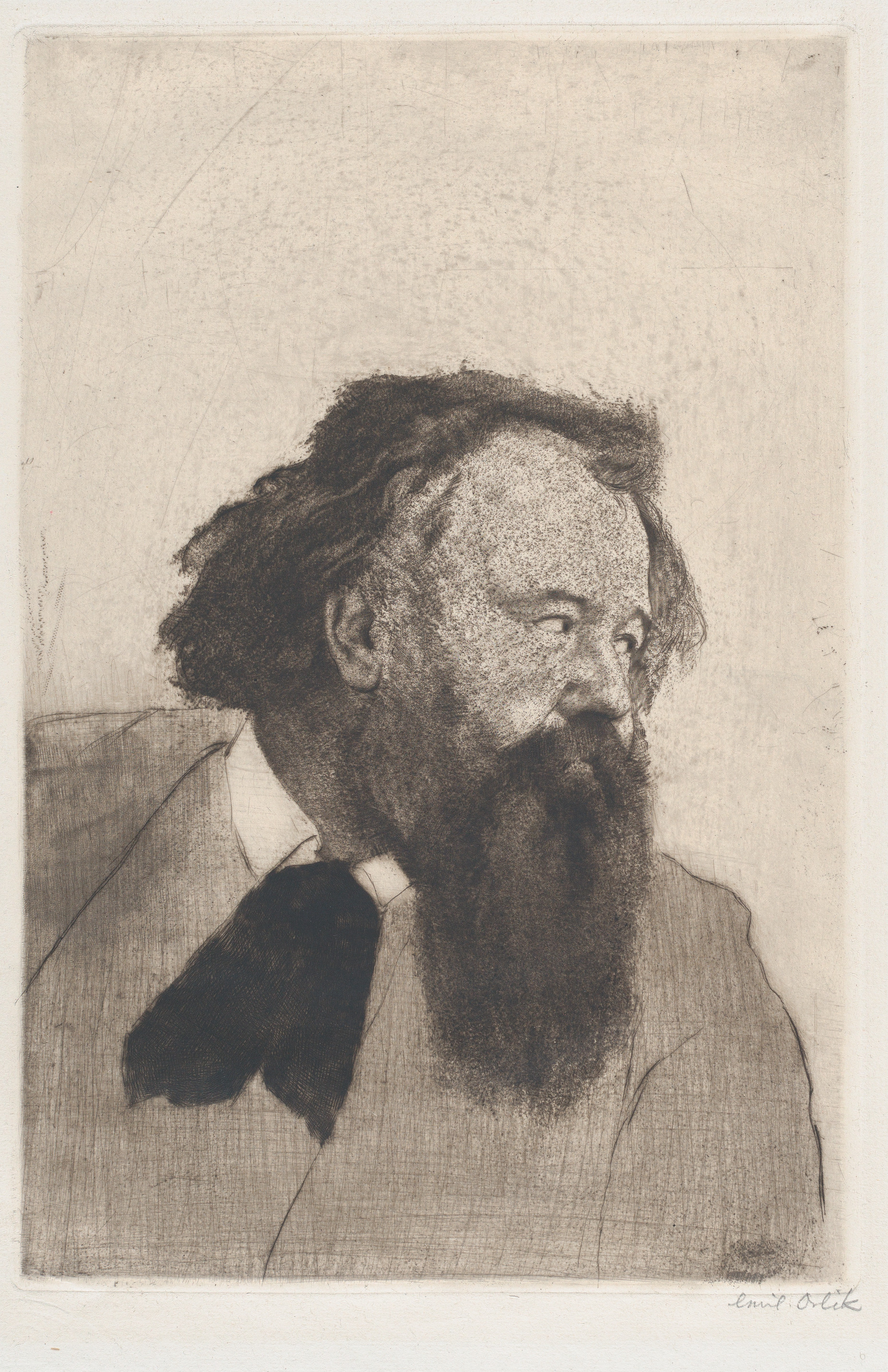
Hermann Bahr
(1904 von Emil Orlik)

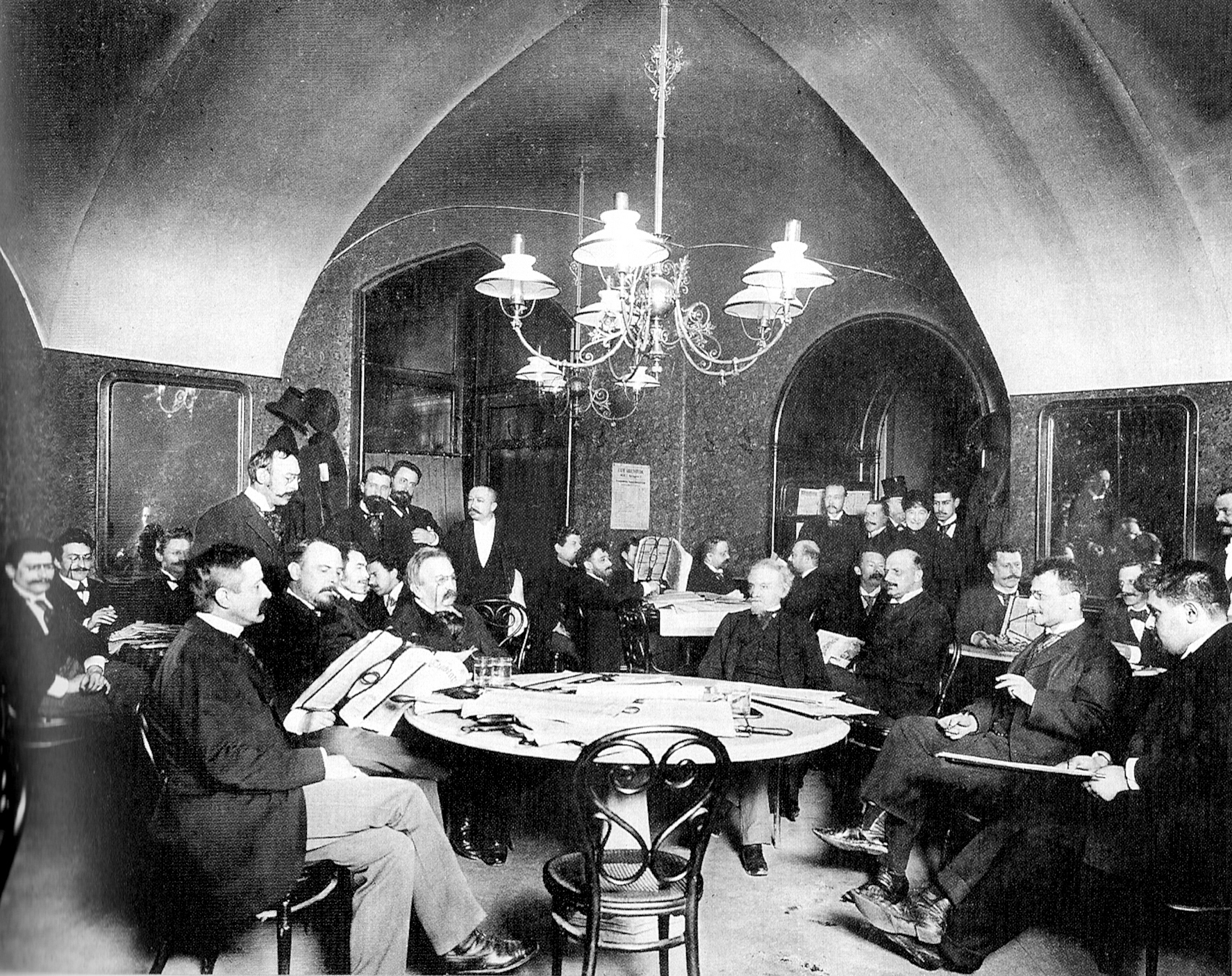
Das Literatencafé Griensteidl

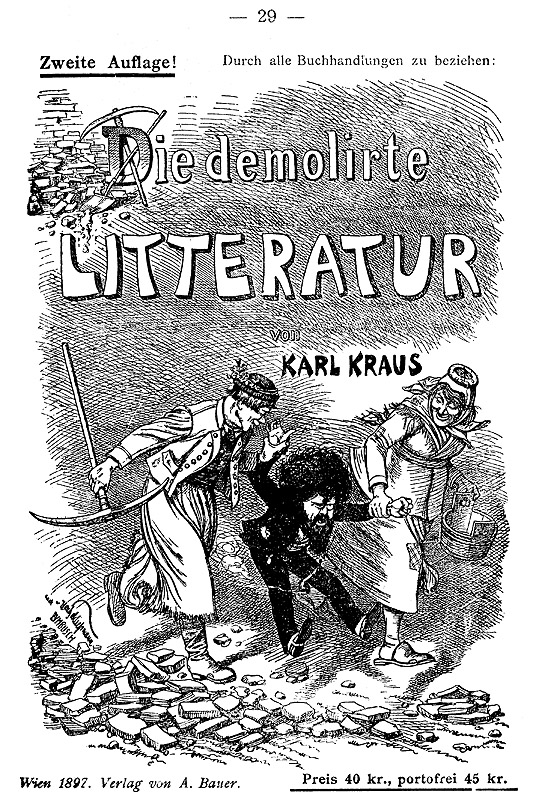
Die Fackel von Karl Kraus (1899)

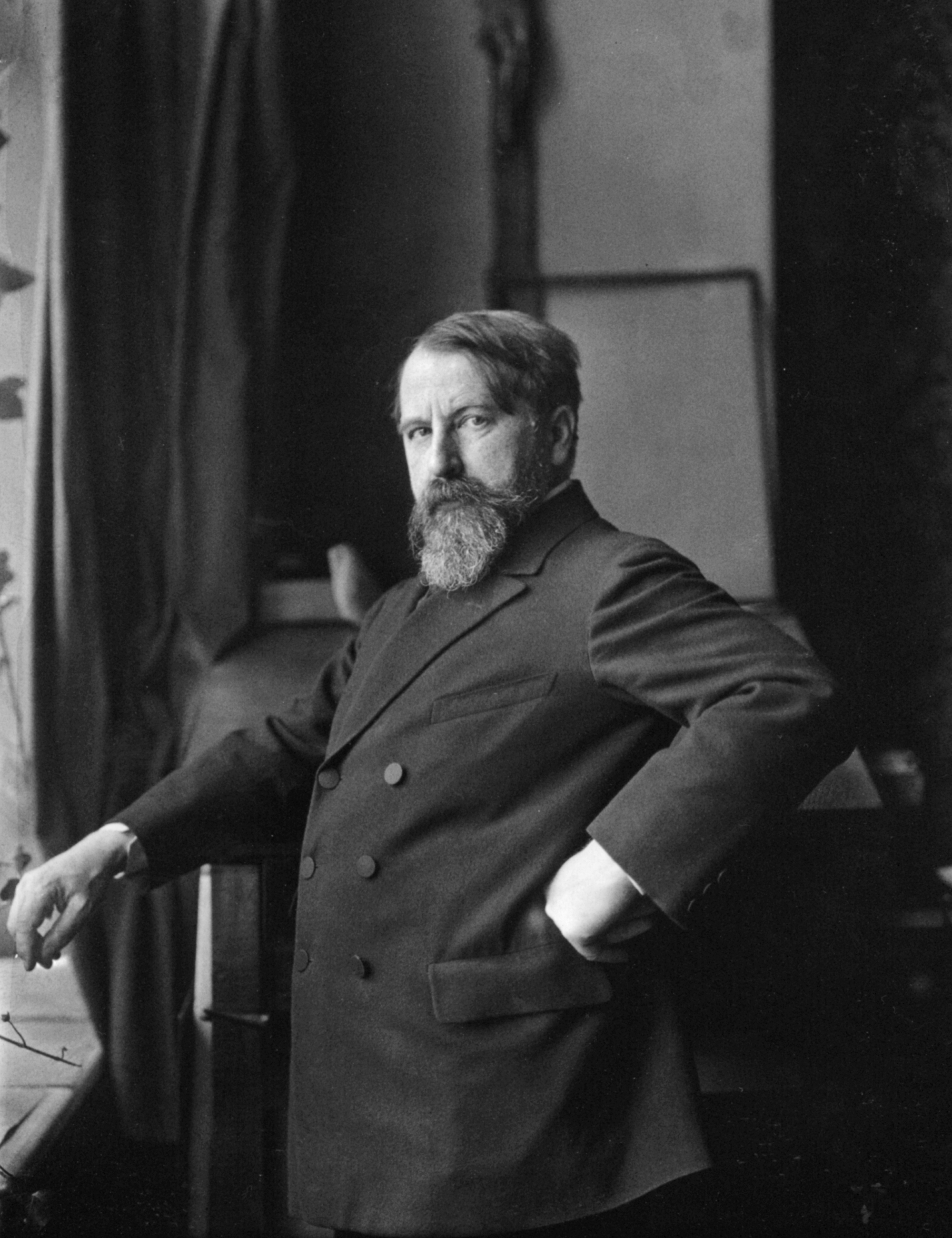
Den Arzt Arthur Schnitzler beeinflusste die Psychoanalyse

#### Expressionismus

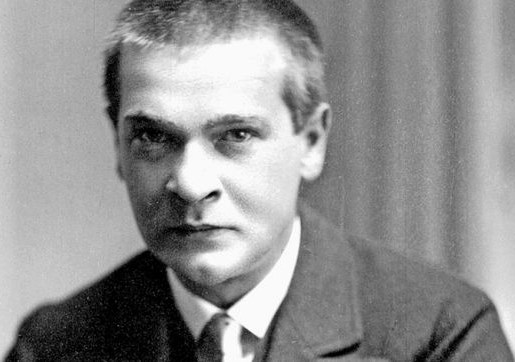
Georg Trakl